# هاردویک (ماساچوست)
هاردویک، ماساچوست
هاردویک (به انگلیسی: Hardwick) شهرکی در شهرستان ورچستر ایالت ماساچوست می‌باشد که در سال ۱۷۳۹ بنیان‌گذاری شده‌است. این شهرک در سرشماری سال ۲۰۱۰ میلادی، ۲٬۹۹۰ نفر جمعیت داشته‌است.